# Dilophodes auribasis
Dilophodes auribasis là một loài bướm đêm trong họ Geometridae.